# Drugi rząd Romana Prodiego
Drugi rząd Romana Prodiego – rząd Republiki Włoskiej funkcjonujący od 17 maja 2006 do 7 maja 2008.
Gabinet został ukonstytuowany po nieznacznym zwycięstwie szerokiej centrolewicowej koalicji L’Unione w wyborach parlamentarnych w 2006 do Izby Deputowanych i Senatu XV kadencji.
W skład rządu (poza premierem) weszło 18 ministrów resortowych (dwóch pełniących funkcję wicepremiera) i 7 ministrów bez teki.
Według stanu na dzień zaprzysiężenia gabinetu 19 członków rządu należało do koalicji Drzewo Oliwne (L'Ulivo), w tym 10 do Demokratów Lewicy (DS), 7 do Margherity (DL), a dwóch (w tym premier) pozostawało bezpartyjnymi. Po jednym resorcie objęli przedstawiciele takich ugrupowań, jak Partia Komunistów Włoskich (PdCI), Odrodzenie Komunistyczne (RC), Popolari-UDEUR, Włochy Wartości (IdV), Włoscy Radykałowie (RI) i Federacji Zielonych (Verdi). Jeden minister nie należał do żadnego ugrupowania. Po utworzeniu Partii Demokratycznej w 2007, przystąpili do niej wszyscy ministrowie związani z L'Ulivo z wyjątkiem Fabia Mussiego, który współtworzył Demokratyczną Lewicę.
Sekretarzem rządu został Enrico Letta, powołano także 10 wiceministrów i około 65 podsekretarzy stanu.

## Skład rządu
| funkcja                                                | minister                | partia      | okres urzędowania | okres urzędowania |
| funkcja                                                | minister                | partia      | od                | do                |
| ------------------------------------------------------ | ----------------------- | ----------- | ----------------- | ----------------- |
| premier                                                | Romano Prodi            | L'Ulivo     | 17 maja 2006      | 7 maja 2008       |
| wicepremier, minister spraw zagranicznych              | Massimo D’Alema         | DS          | 17 maja 2006      | 7 maja 2008       |
| wicepremier, minister kultury i turystyki              | Francesco Rutelli       | DL          | 17 maja 2006      | 7 maja 2008       |
| minister spraw wewnętrznych                            | Giuliano Amato          | L'Ulivo     | 17 maja 2006      | 7 maja 2008       |
| minister gospodarki i finansów                         | Tommaso Padoa-Schioppa  | bezpartyjny | 17 maja 2006      | 7 maja 2008       |
| minister obrony                                        | Arturo Parisi           | DL          | 17 maja 2006      | 7 maja 2008       |
| minister sprawiedliwości                               | Clemente Mastella       | UDEUR       | 17 maja 2006      | 17 stycznia 2008  |
| minister sprawiedliwości                               | Luigi Scotti            | PdCI        | 7 lutego 2008     | 7 maja 2008       |
| minister rozwoju gospodarczego                         | Pier Luigi Bersani      | DS          | 17 maja 2006      | 7 maja 2008       |
| minister polityki rolnej, żywnościowej i leśnej        | Paolo De Castro         | DL          | 17 maja 2006      | 7 maja 2008       |
| minister edukacji                                      | Giuseppe Fioroni        | DL          | 17 maja 2006      | 7 maja 2008       |
| minister szkolnictwa wyższego i nauki                  | Fabio Mussi             | DS          | 17 maja 2006      | 7 maja 2008       |
| minister zdrowia                                       | Livia Turco             | DS          | 17 maja 2006      | 7 maja 2008       |
| minister pracy                                         | Cesare Damiano          | DS          | 17 maja 2006      | 7 maja 2008       |
| minister solidarności społecznej                       | Paolo Ferrero           | RC          | 17 maja 2006      | 7 maja 2008       |
| minister infrastruktury                                | Antonio Di Pietro       | IdV         | 17 maja 2006      | 7 maja 2008       |
| minister transportu                                    | Alessandro Bianchi      | PdCI        | 17 maja 2006      | 7 maja 2008       |
| minister środowiska                                    | Alfonso Pecoraro Scanio | Verdi       | 17 maja 2006      | 7 maja 2008       |
| minister łączności                                     | Paolo Gentiloni         | DL          | 17 maja 2006      | 7 maja 2008       |
| minister stosunków europejskich i handlu zagranicznego | Emma Bonino             | RI          | 17 maja 2006      | 7 maja 2008       |
| minister ds. reform i kontaktów z parlamentem          | Vannino Chiti           | DS          | 17 maja 2006      | 7 maja 2008       |
| minister ds. administracji publicznej i innowacji      | Luigi Nicolais          | DS          | 17 maja 2006      | 7 maja 2008       |
| minister ds. regionalnych                              | Linda Lanzillotta       | DL          | 17 maja 2006      | 7 maja 2008       |
| minister ds. aktywowania programu rządowego            | Giulio Santagata        | DL          | 17 maja 2006      | 7 maja 2008       |
| minister ds. równouprawnienia                          | Barbara Pollastrini     | DS          | 17 maja 2006      | 7 maja 2008       |
| minister ds. młodzieży i sportu                        | Giovanna Melandri       | DS          | 17 maja 2006      | 7 maja 2008       |
| minister ds. rodziny                                   | Rosy Bindi              | DL          | 17 maja 2006      | 7 maja 2008       |